# Браєн Кобкрофт
Браєн Кобкрофт (англ. Brien Cobcroft, 1934 — 2010) — австралійський вершник.
Бронзовий призер Олімпійських Ігор 1968 року в командному триборстві, учасник 1964 року.